# Taheva
Taheva är en by i södra Estland. Den ligger i Valga kommun och landskapet Valgamaa, 220 km söder om huvudstaden Tallinn. Antalet invånare är 105. Den tillhörde Taheva kommun fram till kommunreformen 2017.
Taheva ligger 80 meter över havet och terrängen runt byn är platt. Runt Taheva är det mycket glesbefolkat, med 7 invånare per kvadratkilometer. Närmaste större samhälle är Kaagjärve, 18 km nordväst om Taheva. Omgivningarna runt Taheva är en mosaik av jordbruksmark och naturlig växtlighet.
Inlandsklimat råder i trakten. Årsmedeltemperaturen i trakten är 3 °C. Den varmaste månaden är juli, då medeltemperaturen är 18 °C, och den kallaste är februari, med −12 °C.